# Красная книга Республики Беларусь
Красная книга Республики Беларусь (бел. Чырвоная кніга Рэспублікі Беларусь) — аннотированный перечень редких видов флоры и фауны на территории Беларуси, стоящих перед угрозой исчезновения на территории страны.
Первое издание книги вышло в 1981 году на белорусском языке согласно постановлению Совета Министров БССР 1979 года (издательство БСЭ). Книга состояла из одного тома и включала 80 видов животных и 85 видов растений. Второе, двухтомное, издание вышло уже в независимой Беларуси в 1993 году, которое включало в разделе животных 14 видов млекопитающих, 75 видов птиц, 2 вида пресмыкающихся, 1 вид земноводных, 5 видов рыб, 69 видов насекомых, 10 видов ракообразных, 1 вид моллюсков. Раздел растений включал 156 видов сосудистых, 15 видов мхов, 9 видов водорослей, 17 видов лишайников, 17 видов грибов. Третье издание Книги вышло в 2006 году на русском языке, которое включало 189 видов животных (добавлено 63 вида, исключено 57) и 274 вида растений (добавлен 91 вид, исключен 31), лишайников — до 24 видов (исключено 4, добавлено 11), грибов — до 29 видов (исключено 3, добавлено 15). Примечание: в международной красной книге красным цветом обозначен исчезнувший вид, белым — исчезающий вид, зелёным — восстановленный вид. Четвёртое издание Книги вышло в 2015 году и включало 202 вида диких животных. В соответствии с постановлением Минприроды от 9 июня 2014 года № 26 состав Красной книги расширился: в неё внесли 202 вида диких животных и 303 вида дикорастущих растений.
С 2007 года существовала электронная версия книги (3-го издания Красной книги), в 2021 году доступ к ней был отключён.
Сбор растений, ловля и охота на животных, включённых в Красную книгу, запрещены.
Красная книга также содержит «чёрный список» — список видов, исчезнувших или не найденных в последние годы на территории Беларуси.

## Категории природоохранной значимости
Красная книга Республики Беларусь соответствует общепринятым категориям Международного Союза охраны природы (МСОП).
- I категория — наивысшая национальная природоохранная значимость. Включает таксоны, имеющие очень низкую или быстро сокращающуюся численность, сохранение популяции которых невозможно без проведения комплексов специальных мер. Также включает таксоны, национальная популяция которых имеет высокую международную значимость.
- II категория Включает таксоны, в настоящее время не находящиеся под непосредственной угрозой исчезновения на территории республики, но имеющие тенденцию к сокращению численности и/или ареала и прогнозируемое в ближайшем будущем ухудшение статуса, а также имеющие неблагоприятный международный или европейский охранный статус.
- III категория Включает таксоны, не находящиеся под прямой угрозой исчезновения, но подверженные риску вымирания в недалёком будущем.
- IV категория Объединяет таксоны, не относящиеся к трем предыдущим категориям, но близкие к ним, имеющие неблагоприятную тенденцию на окружающих территориях или зависимые от осуществляемых мер охраны.